# Hummelstedt

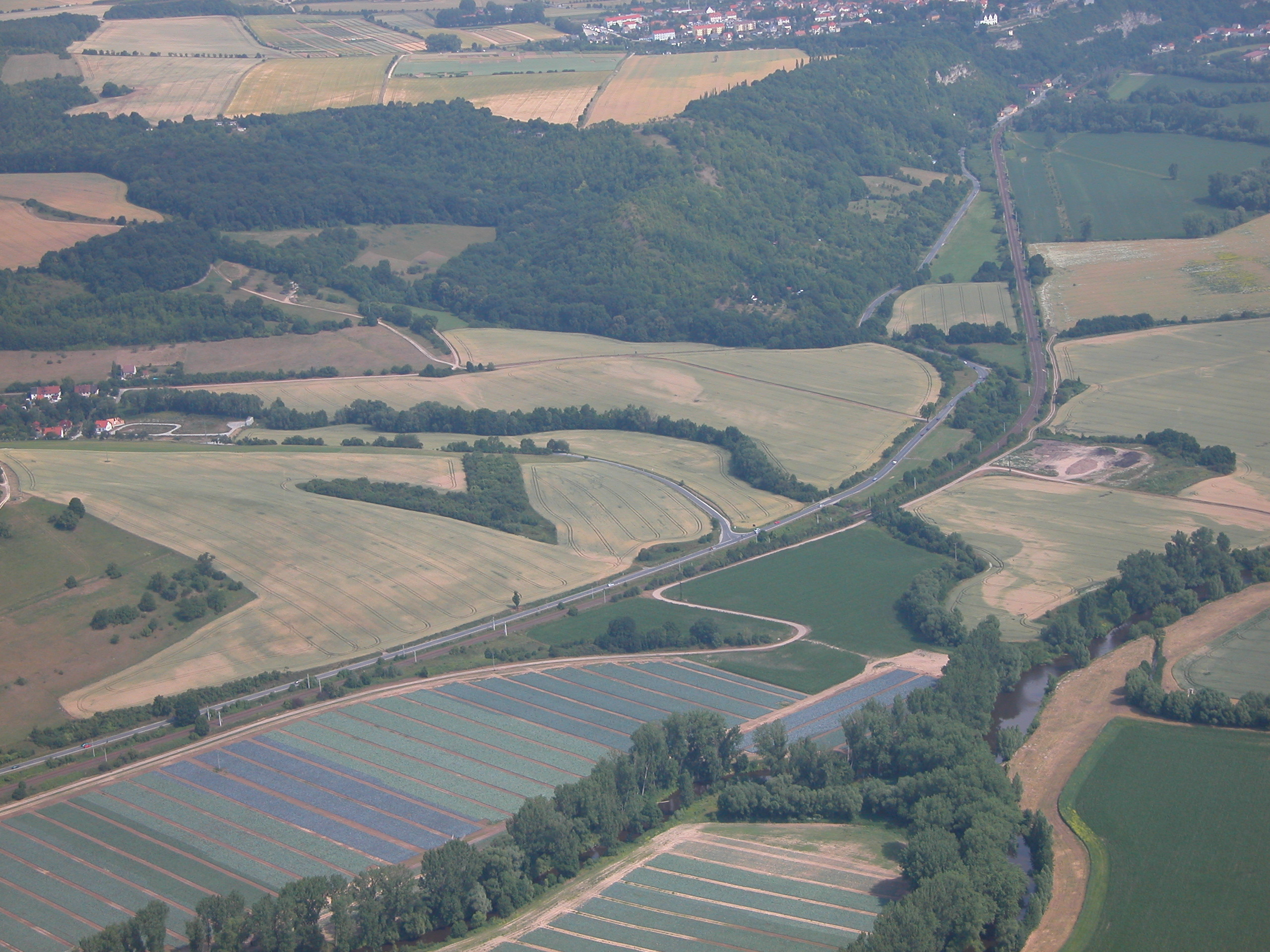
Luftbild des Geländes 2003

Hummelstedt ist eine Wüstung im Saaletal zwischen Neuengönna und Golmsdorf im Saale-Holzland-Kreis in Thüringen.
Urkundliche Erwähnung findet das Dorf zusammen mit einer Mühle und anliegendem Weinberg im Jahr 1209. Es gehörte damals zum Porstendorfer Besitz des Klosters Pforte. Gotthard Neumann konnte nachweisen, dass sich die Siedlung auf einem Schwemmkegel am linken Ufer des Gönnerbachs, dem sogenannten Schwarzen Acker, unweit der Saale befunden hat und etwa zur Mitte des 13. Jahrhunderts auf Initiative der Portenser Mönche verlassen wurde.
Archäologische Funde weisen auf eine Besiedlung von der mittleren Latènezeit bis zur späten Römischen Kaiserzeit beiderseits des Gönnerbachs hin. Auch eine früh- bis hochmittelalterliche slawische Besiedlung ist belegt. In diesem Zusammenhang ist eine wichtige Saalefurt zu beachten, zu deren Anlass sich zahlreiche Fernverkehrswege von Westen (Saale-Ilm-Platte) und Osten (Gleistal und Tautenburger Forst) hier bündelten. Am anderen Ufer der Saale bei Golmsdorf konnte eine Siedlung ähnlicher Zeitstellung nachgewiesen werden.